# Rodolphe Töpffer
Rodolphe Töpffer (31. ledna nebo 1. února 1799 Ženeva – 8. června 1846 Ženeva) byl švýcarský spisovatel, malíř, kreslíř a karikaturista, zvaný též „otec komiksu“ nebo „první komiksový autor v historii“. Proslul svými ilustrovanými knihami (littérature en estampes), které jsou pravděpodobně nejstaršími evropskými komiksy. Každá stránka knihy měla jeden až šest panelů s karikaturami, podobně jako moderní komiksy. Jinak pracoval hlavně jako učitel a provozoval chlapeckou internátní školu, kterou založil roku 1823, a kde svými karikaturami bavil studenty. Bavil takto i své přátele a jeden z nich, Johann Wolfgang von Goethe, ho roku 1831 přesvědčil, aby tyto své série obrázků vydal jako knihu. První vydanou, v roce 1833, byla Histoire de M. Jabot, ale první vytvořenou (již 1827) byla Histoire de M. Vieux Bois, která pak vyšla ve Spojených státech v roce 1842 pod názvem The Adventures of Obadiah Oldbuck (jako příloha newyorského týdeníku Brother Jonathan). Dlouho byl označován za první americký komiks (jeho evropský původ byl neznámý) a byl inspirací pro vznik amerického komiksu 19. století. V roce 1832 byl Töpffer jmenován profesorem literatury na univerzitě v Ženevě.